# 富士宮やきそば

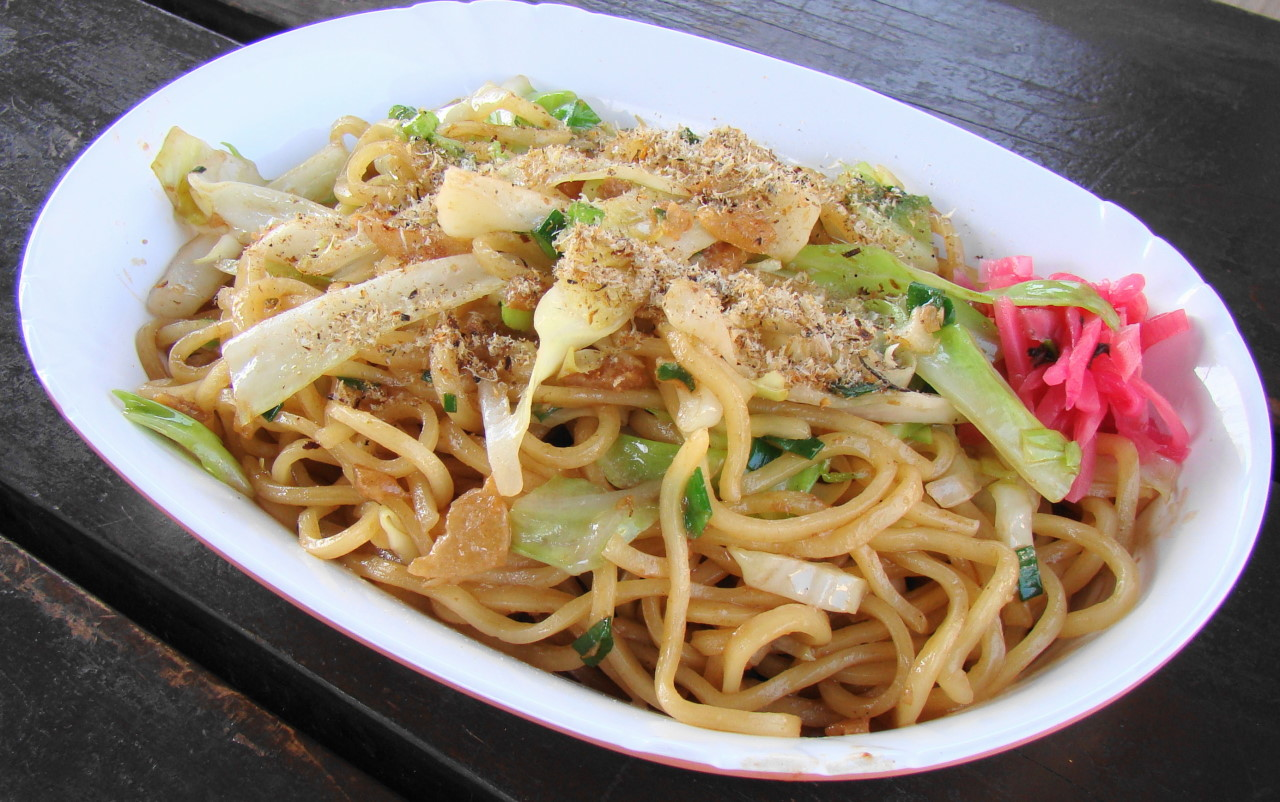
富士宮やきそば

富士宮やきそば（ふじのみややきそば）は、静岡県富士宮市のご当地グルメである焼きそば。古くから当地で食べられてきた焼きそばに新たに「富士宮やきそば」と命名した名称であり、1999年に富士宮市の町おこしについて話し合いをしている際に、独自性がある地元の焼きそばに着目したのがきっかけである。
御当地人気料理特選に選ばれており、「ご当地グルメでまちおこしの祭典！B-1グランプリ」においては第1回と第2回は第1位、第3回は特別賞となった。町おこしの成功例として取り上げられることもある。

## 特徴
富士宮やきそばは、通常のやきそばとは製法や調理法、使う食品が異なる点があり、次の3つが挙げられる。
1. 富士宮やきそば専用の麺を使用する。富士宮やきそば学会は「マルモ食品工業」「曽我めん」「叶屋」「さのめん（旧木下製麺所）」の麺を指定麺としている。
2. 油かす（富士宮では「肉かす」と呼ぶ）を使用する。
3. 仕上げに削り粉をふりかける。

具を炒めた後に指定麺（蒸し麺）を入れ、すぐ少量の水を注いで炒める。水分が飛んだところでやきそばソースを入れてかきまぜる。具とトッピングは、肉かす（油かす）やキャベツ などであり、完成後にサバやイワシの削り粉を振り掛けて食べるのが一般的とされる。店や家庭によっては、イカ、ひき肉、桜エビを入れることもある。桜エビは富士宮市に程近い駿河湾の名産でもある。
「富士宮やきそば学会」は、2003年に「NPO法人まちづくりトップランナーふじのみや本舗」によって商標登録された（第4633719号）
「富士宮やきそば」は、2004年に同NPOによって商標登録され、2014年に同NPOから株式会社プロシューマーに権利譲渡された。
「富士宮やきそば」の名称を使用してやきそば等を提供・販売するためには株式会社プロシューマーの許可を得る必要がある。
富士宮やきそばを売る店は、お宮横丁など富士宮市内に多く存在するが、市外にも富士宮やきそばを提供する店も増えている。

## 起源

### 麺の歴史
富士宮やきそばに使用する麺の由来については、富士宮市の製麺会社でありこの麺の発明者ともいわれるマルモ食品工業が次のように述べている。
後に会長となる望月は、台湾ビーフンの再現を目指していたのだが、その背景には他に以下のような事情が存在した。
富士宮市は富士山本宮浅間大社の門前町であり、富士登山者や寺社への参拝客が多く訪れていた。また富士宮には身延線の主要駅も存在し、静岡県と山梨県を結ぶ交通の要衝でもあるため、
太平洋戦争の前後には山梨県から物資の調達に来る買い出し客や、物々交換で物資を求めて来る人たちもいた。こうした人々の中には山梨県にやきそばを持ち帰りたいという人がいたが、当時の保冷技術と交通手段は未発達であり、山梨県に到着するまでには麺が傷んでしまうという難題があった。この課題を克服するため麺作りに工夫がなされていったとされる。

### 肉かすの使用
肉かすが使用されるようになった経緯として、富士宮市内に古くからある店舗「さの萬」による影響があったと考えられている。「さの萬」の関係者はこう述べている。
このように、トッピングとしての形の変異から、肉かすが使用されるようになったと言える。

### 戦後
富士宮市内では、終戦直後からお好み焼き店や鉄板を備えた駄菓子屋が多く開店し、そこでは主に小麦粉（メリケン粉）の生地に刻みキャベツを入れ、ウスターソースで味付けした具無しのお好み焼きのような食べ物を「洋食」と称して安価で提供していた（一銭洋食を参照）。やきそばもこれらの店で提供された。
当時の富士宮では製糸業が盛んで、信濃絹糸紡績株式会社（現在のシナノケンシ）をはじめ、複数の製糸工場が操業していた。そこで働いていた女工たちが休日に外食をする際にこうした安価な店が利用された。また太平洋戦争当時、富士・富士宮地方から招集された兵士たちはおおよそ満州に派遣されていたことから、戦後復員した元兵士たちにとっても炒麺に似たやきそばは受け入れやすい料理であった。

### 「富士宮やきそば」としての出発

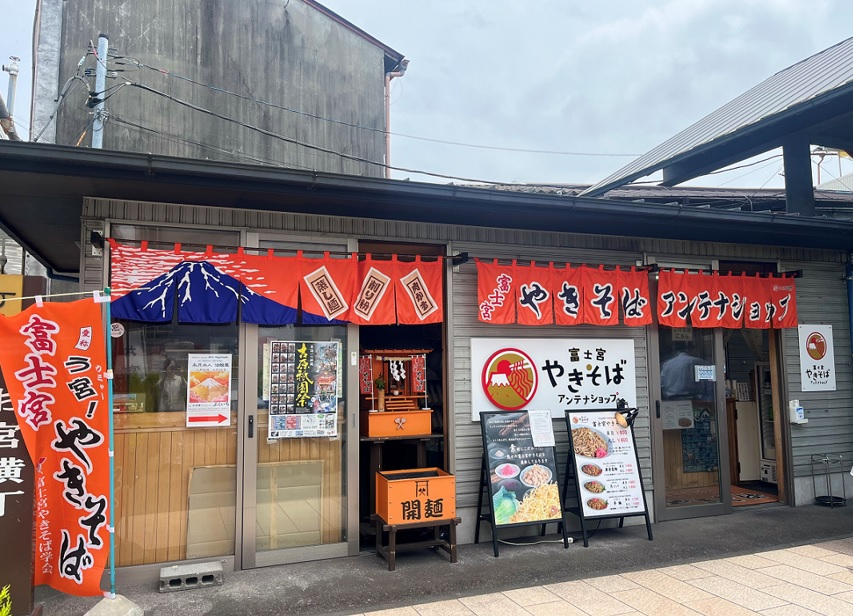
お宮横丁入り口にある富士宮やきそばアンテナショップ

1990年代後半に青年会議所が開いたワークショップをきっかけに、町おこしでの方向性を考えることとなった。また独自調査の結果、富士宮市はやきそばの消費量が日本一であったことから、2000年に町おこしとして「富士宮やきそば学会」を立ち上げ、地元で食べられている焼きそばを「富士宮やきそば」と命名してPRキャンペーンを行った。
2002年秋には、富士宮やきそばと同様に焼きうどんで町おこしを企画している北九州市の名店と勝負するというイベント「天下分け麺の戦い」が小倉城公園で行われ、この顛末はテレビ番組を通じて全国に放映された。その他にも、同じくやきそばで町おこしをしている横手市と太田市を招いてやきそばの食べ比べを行う「三者麺談」、全国の麺を集めた「やぶさ麺まつり」などを開催し、認知度を上げていった。2004年に「富士宮やきそば」「富士宮やきそば学会」の名称を「NPO法人まちづくりトップランナーふじのみや本舗」が商標登録した。
2005年に運行開始された高速バス「富士宮 - 東京駅線」(ジェイアールバス関東・富士急静岡バスの共同運行)に、2006年に富士宮やきそばにちなんで「やきそばエクスプレス」の路線愛称が付けられた。
2006年2月に八戸市で開催されたB級グルメの祭典であるB-1グランプリの第1回イベントでは初代王者に輝き、次回大会の開催権を獲得した。そして2007年に開催された第2回B-1グランプリで再びグランプリを獲得し二連覇を飾った。これにより富士宮やきそばはマスメディアによって多く紹介されるようになった。2007年2月13日には東洋水産からカップ麺として全国発売された。2008年7月現在、東京都内の一部でもこのカップ麺は継続販売されていた。その後「B級ご当地グルメでまちおこし団体連絡協議会」（通称「愛Bリーグ」）の本部が富士宮市に置かれ、各地で講演活動を行っている。

## 書籍

### 関連書籍
- 『ヤ・キ・ソ・バ・イ・ブ・ル―面白くて役に立つまちづくりの聖書』（著者:渡邉英彦）（2007年5月30日、静岡新聞社 静新新書）ISBN 9784783803331
- 『なぜ富士宮やきそばはB-1グランプリの覇者となりしか？　B級ご当地グルメで500億円の町おこし』（著者:渡邉英彦）（2011年10月7日、朝日新聞出版）ISBN 9784023309883
- 『地方の幸せ 富士宮フードバレー物語 地方再生のうねりは富士宮やきそばから始まった！』（著者:小室直義）（2011年12月7日、あさ出版）ISBN 9784860635015
- 『ビーワンダー！ B-1王者富士宮やきそば物語』（著者:高橋政光）（2013年3月7日、幻冬舎ルネッサンス）ISBN 9784779009280
  - 『ビーワンダー！ B-1王者富士宮やきそば物語』（著者:高橋政光）（2021年6月17日、幻冬舎メディアコンサルティング）ISBN 9784344934573
- 『富士宮の元気中小企業 オンリーワン企業群がつくる地域の魅力』（著者:坂本光司 渡邉英彦）（2013年11月28日、同友館）ISBN 9784496050206

### 雑誌
- 『富士宮やきそば公式ガイドブック 富士宮やきそば学会認定』（2003年7月、しずおかオンライン）
- 『富士宮やきそば公式ガイドブック2・続編 富士宮やきそば学会認定』2007年5月31日、しずおかオンライン）

## 関連商品

### 食品
- 富士宮やきそば指定麺 - 市内のショッピングセンターやスーパーの多くで販売されている。また通信販売も行われている。
- 駅弁 - 富士市の仕出し弁当業者「富陽軒（ふようけん）」から「駅弁版 極 富士宮やきそば弁当」が発売されている[6]。
- ベビースターラーメン - 「ベビースター富士宮やきそば」が地域限定商品として売られている。
- カップ麺 - 十勝新津製麺から数種類がコンビニ向けに販売されている。
- 東洋水産 - 2007年2月13日に全国発売。
- 蒸し焼きそば - シマダヤの「富士宮やきそば」。
- 富士宮やきそばふりかけ - 箱に入った瓶タイプと50gの袋タイプが発売されている。袋タイプは静岡市葵区の株式会社トーノーが発売。富士宮やきそば学会の認証を得ている。
- フリトレーコーンスナック - 2009年4月20日に「B-1グランプリ 富士宮やきそば味」が発売された[7]。
- 山崎製パンランチパック「富士宮やきそば」- こちらは富士宮やきそば学会の認証は得ていない。
- 井村屋富士宮やきそばまん - 富士宮やきそばとコラボレーションした中華まん。「富士宮」の焼印が押されている。

### その他
- やきそばキティ‐土産物のご当地キティ。
- やきそばエクスプレス - 富士宮駅と東京駅を結ぶ高速バス。
- みんなの富士宮やきそば - 富士山のローカルアイドルTEAM MIIのシングル。

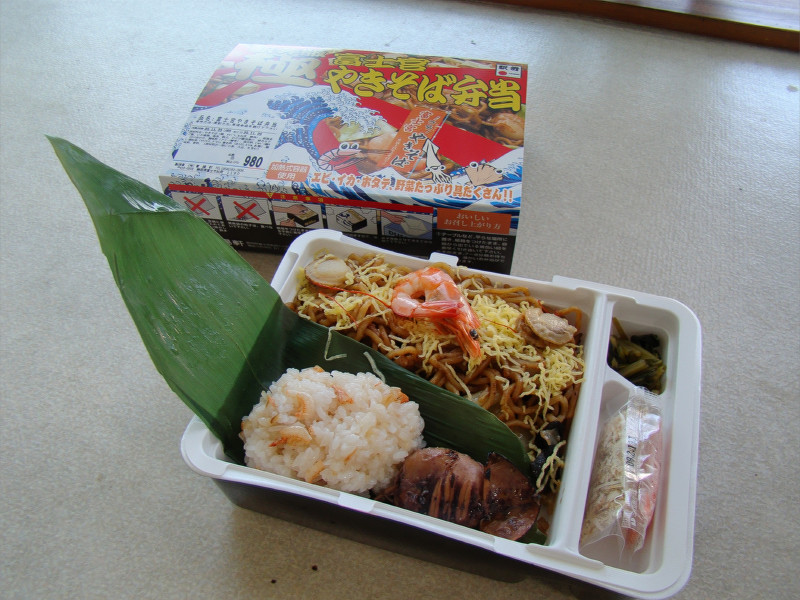
富士宮駅の駅弁「駅弁版 極 富士宮やきそば弁当」
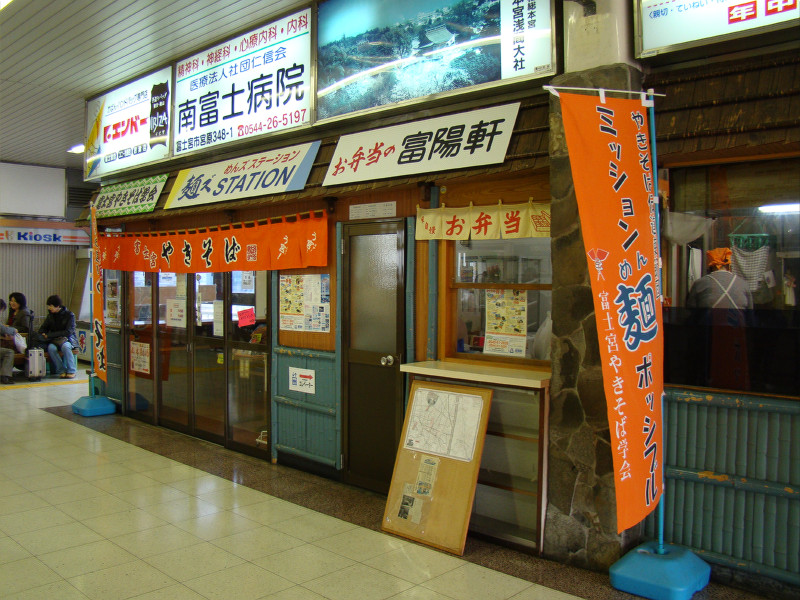
富士宮駅構内でやきそばを売る売店
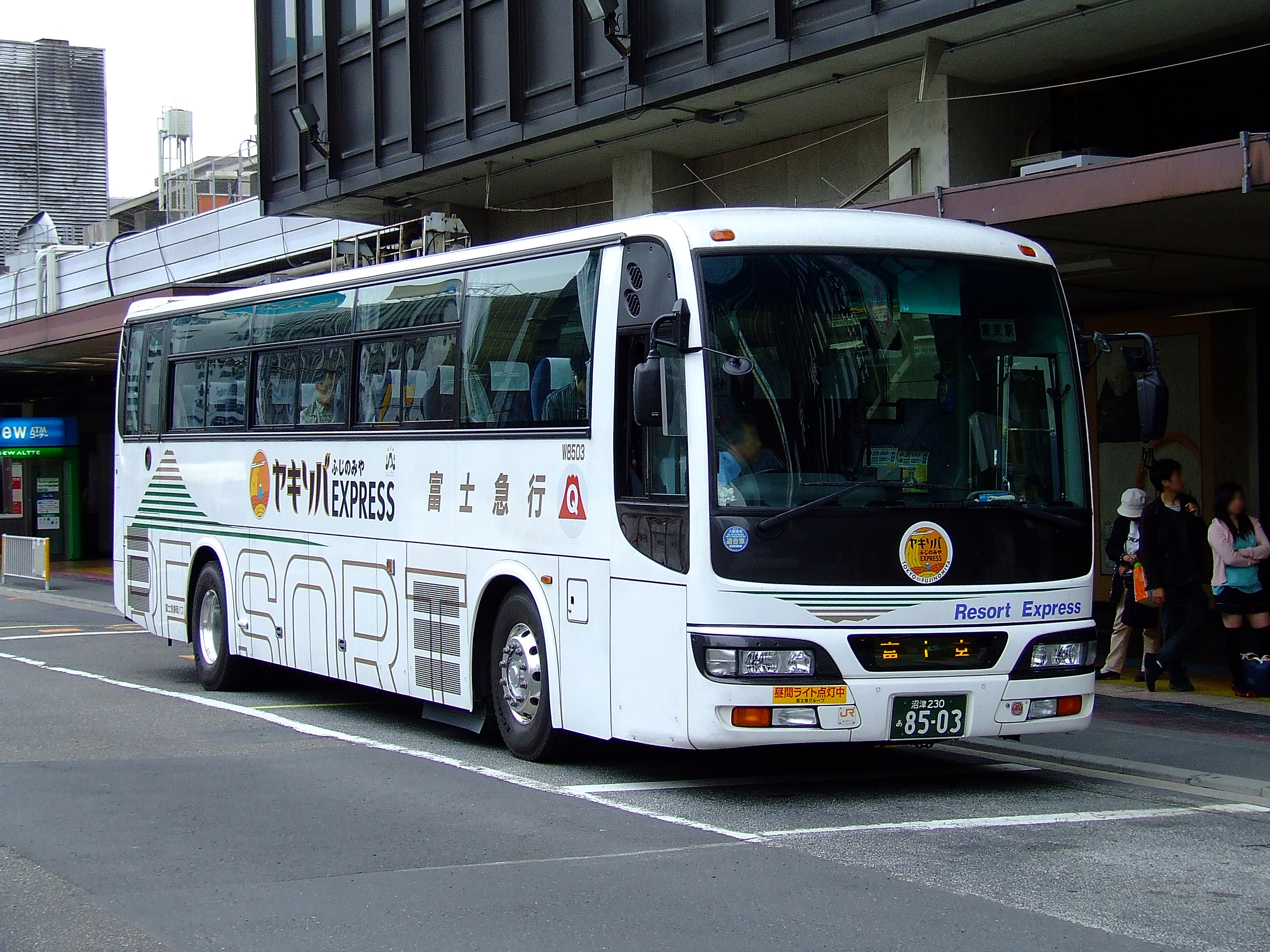
やきそばエクスプレス（東京駅にて）